# Valentina Novakovic
Valentina Novaković es una actriz serbia-australiana. Interpretó a Natasha Williams en la serie australiana Neighbours.

## Biografía
Valentina es hija de un ingeniero y de una artista. Su hermana mayor es la actriz Bojana Novaković quien interpretó a Emma Craven en la película del 2010 Edge of Darkness.

## Carrera
Valentina ha aparecido en varias producciones teatrales en la escuela de artes escénicas The McDonald College.
El 5 de mayo de 2010 obtuvo su primer papel en la televisión cuando se unió al elenco de la exitosa serie australiana Neighbours donde interpretó a Natasha Williams, la hija de Michael Williams, hasta el 29 de marzo de 2013 después de que su personaje decidiera irse de Erinsborough para viajar por Europa con su novio Andrew Robinson.

## Filmografía
Film
| Año  | Obra                   | Personaje         | Director       |
| ---- | ---------------------- | ----------------- | -------------- |
| 2017 | Intercambio mortal     | Chloe             | Tom Shell      |
| 2016 | On the Bright Side     | Groupie N.º 2     | Jace Armstrong |
| 2016 | Una invitada peligrosa | Christine Roberts | Fred Olen Ray  |
| 2014 | Kerion                 | Politician        | Glenn Ellis    |
| 2012 | Les Miserables         | ?                 | Tom Hooper     |

Series de televisión
| Año         | Serie      | Personaje        | Notas         |
| ----------- | ---------- | ---------------- | ------------- |
| 2010 - 2013 | Neighbours | Natasha Williams | 297 episodios |

Teatro
| Año  | Obra                 | Personaje | Director             | Teatro |
| ---- | -------------------- | --------- | -------------------- | ------ |
| 2008 | Tell Crucible        | Abigail   | The McDonald College | -      |
| 2008 | Antigone             | Ismene    | -                    | -      |
| 2007 | Macbeth              | -         | -                    | -      |
| 2007 | Away                 | Meg       | -                    | -      |
| 2006 | Animal Farm          | -         | -                    | -      |
| 2006 | Sweeney Todd         | -         | -                    | -      |
| 2002 | Tales Of Grimm Bacom | -         | -                    | -      |